# Formation aux gestes et soins d'urgence
La formation aux gestes et soins d’urgence (FGSU) est une formation aux premiers secours délivrée en France aux personnels travaillant dans les établissements sanitaires et médicaux-sociaux. Ils donnent lieu à la délivrance d'une attestation de formation, l’« AFGSU ».
L'objectif principal de la FGSU est de doter les participants des compétences nécessaires pour identifier et gérer efficacement les urgences médicales. Elle permet aux professionnels d'acquérir les réflexes appropriés pour agir rapidement et de manière coordonnée, que ce soit seuls ou en équipe, en attendant l'arrivée des secours spécialisés.
Cette formation revêt une importance capitale car elle contribue directement à l'amélioration de la qualité des soins et à la sécurité des patients. Elle permet également de renforcer la confiance et les compétences des professionnels face aux situations stressantes et imprévisibles.

## Description
Elles ont été instituées par l'arrêté du 3 mars 2006 pris en application de la loi no 2004-806 du 9 août 2004 relative à la politique de santé publique.
La création de ces formations découle d'une volonté de séparer clairement les formations grand public (prévention et secours civiques, PSC), les formations sur les lieux de travail (prévention et secours au travail, PST), les formations à destination des secouristes bénévoles et sapeurs-pompiers (premiers secours en équipe, PSE) et les formations à destination des personnels travaillant dans les établissements sanitaires et médicaux-sociaux. Auparavant, ces personnels étaient titulaires de l'attestation de formation aux premiers secours (AFPS), aux premiers secours avec matériel (AFCPSAM) ou du certificat de formation aux activités des premiers secours en équipe.
Les FGSU sont délivrées sous la responsabilité des centres d'enseignement des soins d'urgence (CESU), mais pas forcément par eux. Elles donnent les compétences nécessaires à :
- la prise en charge, seul ou en équipe, d'une personne en situation d'urgence mettant en jeu le pronostic vital ou fonctionnel ;
- l'application des mesures et l'utilisation des moyens de protection individuels et collectifs face à un risque à conséquences sanitaires.

On distingue trois niveaux de formation : 
- AFGSU face à un risque NRBC : pour les professionnels de santé ;
- AFGSU niveau 2 : pour les professionnels de santé ;
- AFGSU niveau 1 : pour les autres personnels travaillant dans les établissements sanitaires et médicaux-sociaux.

Cela concerne notamment les aides-soignant, les auxiliaires de puériculture, les ambulanciers et auxiliaires ambulanciers, les personnes effectuant des prélèvements à domicile et les techniciens de laboratoires, les professionnels paramédicaux (ergothérapeutes, kinésithérapeutes, etc), les personnels administratifs en contact avec les patients.
Outre les gestes de premiers secours, ils comprennent des notions d'hygiène.
Leur mise en place sera progressivement intégrée dans les formations initiales et continues.
La Formation aux gestes et soins d'urgence (FGSU) est une formation spécifique aux premiers secours destinée aux professionnels exerçant dans les établissements de santé, les structures médico-sociales et auprès des professionnels de santé libéraux en France.

## Objectifs
Les objectifs principaux de la FGSU sont :
1. Acquérir les connaissances nécessaires à l'identification d'une urgence médicale et à sa prise en charge seul ou en équipe, en attendant l'arrivée de l'équipe médicale.
2. Développer les capacités à participer à la réponse à une urgence collective ou une situation sanitaire exceptionnelle.

## Intérêt
La FGSU présente plusieurs avantages :
- Elle permet d'uniformiser les pratiques de premiers secours dans le milieu médical et paramédical.
- Elle améliore la réactivité et l'efficacité des professionnels face aux situations d'urgence.
- Elle contribue à la sécurité des patients et du personnel dans les établissements de santé.

## L’AFGSU
La circulaire DGS/SD2 no 2006-207 du 10 mai 2006 relative à l’attestation de formation aux gestes et soins d’urgence introduit l'obligation pour les structures sanitaires et sociales de former leurs personnels.
Les centres d'enseignement en soins d'urgences (CESU) et leurs antennes dépendants des SAMU sont les seuls habilités à dispenser ces formations.
Le logo de la formation a été créé et enregistré par Sébastien Bouziat le 6 novembre 2020.